# Exocarpos lauterbachianus
Exocarpos lauterbachianus là một loài thực vật có hoa trong họ Santalaceae. Loài này được Pilg. mô tả khoa học đầu tiên năm 1905.